# Campionati europei di pallacanestro 3x3 2016
I campionati europei di pallacanestro 3x3 2016 sono stati la seconda edizione della manifestazione continentale organizzata dalla FIBA Europe. Si sono tenuti nella Piazza Università di Bucarest, in Romania, dal 2 al 4 settembre 2016.
Vi hanno partecipato 24 selezioni nazionali, divise equamente tra torneo maschile e femminile.

## Medagliere
| Categoria | Oro      | Argento | Bronzo      |
| Uomini    | Slovenia | Serbia  | Paesi Bassi |
| Donne     | Ungheria | Romania | Russia      |

## Partecipanti

### Uomini
| Pool A - Serbia - Spagna - Francia | Pool B - Slovenia - Italia - Ucraina | Pool C - Polonia - Paesi Bassi - Rep. Ceca | Pool D - Russia - Romania - Slovacchia |

### Donne
| Pool A - Ungheria - Romania - Belgio | Pool B - Italia - Ucraina - Serbia | Pool C - Svizzera - Russia - Slovenia | Pool D - Rep. Ceca - Spagna - Austria |

## Classifica maschile
| Pos.    | Team        | Formazione                                                                         |
| ------- | ----------- | ---------------------------------------------------------------------------------- |
| Oro     | Slovenia    | Slovenia 3×33 Kavgić, 7 Finžgar, 9 Ovnik, 91 Srebovt, All. -                       |
| Argento | Serbia      | Serbia 3×38 Majstorović, 11 Domović Bulut, 13 Ždero, 17 Savić, All. -              |
| Bronzo  | Paesi Bassi | Paesi Bassi 3×31 Schelvis, 2 van Vilsteren, 3 Jobse, 5 van Tongeren, All. -        |
| 4       | Russia      | Template:Russia maschile pallacanestro 3x3 europeo 2016                            |
| 5       | Italia      | Italia 3×31 C. Negri, 8 A. Negri, 13 Verri, 55 Zampolli, All. Marco Albanesi       |
| 6       | Spagna      | Spagna 3×31 Sesé Frasnedo, 2 Rojas Martin, 3 de la Fuente, 4 Vasco Trabado, All. - |
| 7       | Romania     | Romania 3×31 Santana-Castillo, 2 Bordei, 3 Popescu, 4 Vlaicu, All. -               |
| 8       | Polonia     | Polonia 3×31 Kulon, 2 Kenig, 3 Lewandowski, 4 Rduch, All. -                        |
| 9       | Rep. Ceca   | Template:Repubblica Ceca maschile pallacanestro 3x3 europeo 2016                   |
| 10      | Francia     | Francia 3×36 Christophe, 7 Courby, 8 Gentil, 14 Bronchard, All. -                  |
| 11      | Ucraina     | Template:Ucraina maschile pallacanestro 3x3 europeo 2016                           |
| 12      | Slovacchia  | Template:Slovacchia maschile pallacanestro 3x3 europeo 2016                        |

## Classifica femminile
| Pos.    | Team      | Formazione                                                                  |
| ------- | --------- | --------------------------------------------------------------------------- |
| Oro     | Ungheria  | Ungheria 3×33 Szabó, 7 Theodoreán, 10 Medgyessy, 12 Ruják, All. -           |
| Argento | Romania   | Romania 3×34 Haas, 6 Ursu, 12 Șipoș, 44 Mărginean, All. -                   |
| Bronzo  | Russia    | Russia 3×37 Sytnyak, 10 Stolyar, 12 Vidmer, 18 Leškovceva, All. -           |
| 4       | Svizzera  | Template:Svizzera femminile pallacanestro 3x3 europeo 2016                  |
| 5       | Rep. Ceca | Rep. Ceca 3×36 Zavázalová, 7 Stehlíková, 8 Vorlová, 9 Minarovičová, All. -  |
| 6       | Ucraina   | Ucraina 3×31 Mazničenko, 5 Mollova, 13 Skorbatyuk, 23 Rulyova, All. -       |
| 7       | Serbia    | Template:Serbia femminile pallacanestro 3x3 europeo 2016                    |
| 8       | Spagna    | Spagna 3×35 Montenegro, 10 Asurmendi, 11 Gimeno, 13 Ygueravide, All. -      |
| 9       | Italia    | Italia 3×33 Visconti, 5 Filippi, 6 Tognalini, 8 Quarta, All. Angela Adamoli |
| 10      | Slovenia  | Slovenia 3×34 Zdolšek, 12 Žibert, 14 Ljubenović, 22 Piršič, All. -          |
| 11      | Belgio    | Belgio 3×37 Descamps, 8 Hendrickx, 9 Carpréaux, 15 Bremer, All. -           |
| 12      | Austria   | Template:Austria femminile pallacanestro 3x3 europeo 2016                   |